# Alfhilda Mechlenburg
Alfhilda Theodora Adelheid Mechlenburg (født Suenssen, 10. februar 1830 i København, død 15. august 1907 på Frederiksberg) var en dansk forfatter, der skrev under pseudonymet Ivar Ring. 

## Liv
Alfhilda Mechlenburg var datter af kaptajn Johan Fedder Carsten Suenssen og Margrethe Juel og søster til forfatterne Fanny Suenssen og Teckla Juel. 
Mechlenburg blev født i København, men tilbragte sin første barndom i Tønning i Slesvig, hvor faren var kaptajn. Efter hans død i 1840 flyttede moren tilbage til København med de tre døtre. Som sekstenårig rejste Mechlenburg til Norge for at besøge nogle slægtninge, men det blev et til et ophold, der varede flere år. Her blev hun i 1864 gift med Carl Mechlenburg, der var kaptajn i den norske marine. Det lykkelige ægteskab varede dog kun kort, da Carl Machlenburg døde få år efter i 1868. Deres eneste barn, en pige, havde de mistet året før. Efter mandens død vendte Mechlenburg hjem til moren i København.

## Forfatterskab
I hendes første værker kan man spore en norsk påvirkning af sproget. De første noveller udspiller sig også i Norge. Mechlenburg var påvirket af den Bjørnstjerne Bjørnsons og Magdalene Thoresens novelledigtning, men fandt efterhånden sin egen form. Hun debuterede med en biografi i det tyske tidsskrift Der Bazar. Den daværende redaktør, Dr. Julius Rodenberg, havde opfordret hende til at skrive en biografi af Karl den Femte, hvilket blev til Ein königlicher Dichter (1867). Hun begyndte ellers sin litterære karriere med at skrive noveller til det populære ugeblad Skandinavisk Folkemagazin. I 1868 bragte ugebladet 6 mindre noveller. 
Den største del af 1870'erne skrev hun til forskellige ugeblade, særligt Illustreret Tid og Skandinavisk Folkemagasin. I 1872 udkom To Fortællinger, og i 1878 fulgte Fortællinger. Fortællinger er karakteristisk for Mechlenburgs romantisk idealistiske skrivestil. Den første novelle, "Ørnereden", handler om de to elskende, Helga og Halvdan. Helga kræver for at gå ind på at danse med Halvdan til et gilde, at han henter en ørneunge ned fra en stejl klippetop på en vild og øde klippeø. Han udsætter sig for faren. Helga beholder ørneungen i nogle dage og bringer den derefter tilbage til klippen, hvor hun er lige ved at forulykke, men reddes af Halvdan og bliver hans. 
Op gennem 1880'erne, 90'erne og 1910'erne fulgte en række af romaner og novellesamlinger fra Mechlenburgs hånd. Hun var rimeligt populær i sin tid, og en del af hendes bøger blev oversat til andre sprog, særligt svensk. I 1883 var hun ligesom sine søstre blandt de ti kvindelige forfattere, der som de første kom på finansloven med en årlig understøttelse på 500 kr. 
Hun er begravet på Holmens Kirkegård.